# Rhizophora stylosa

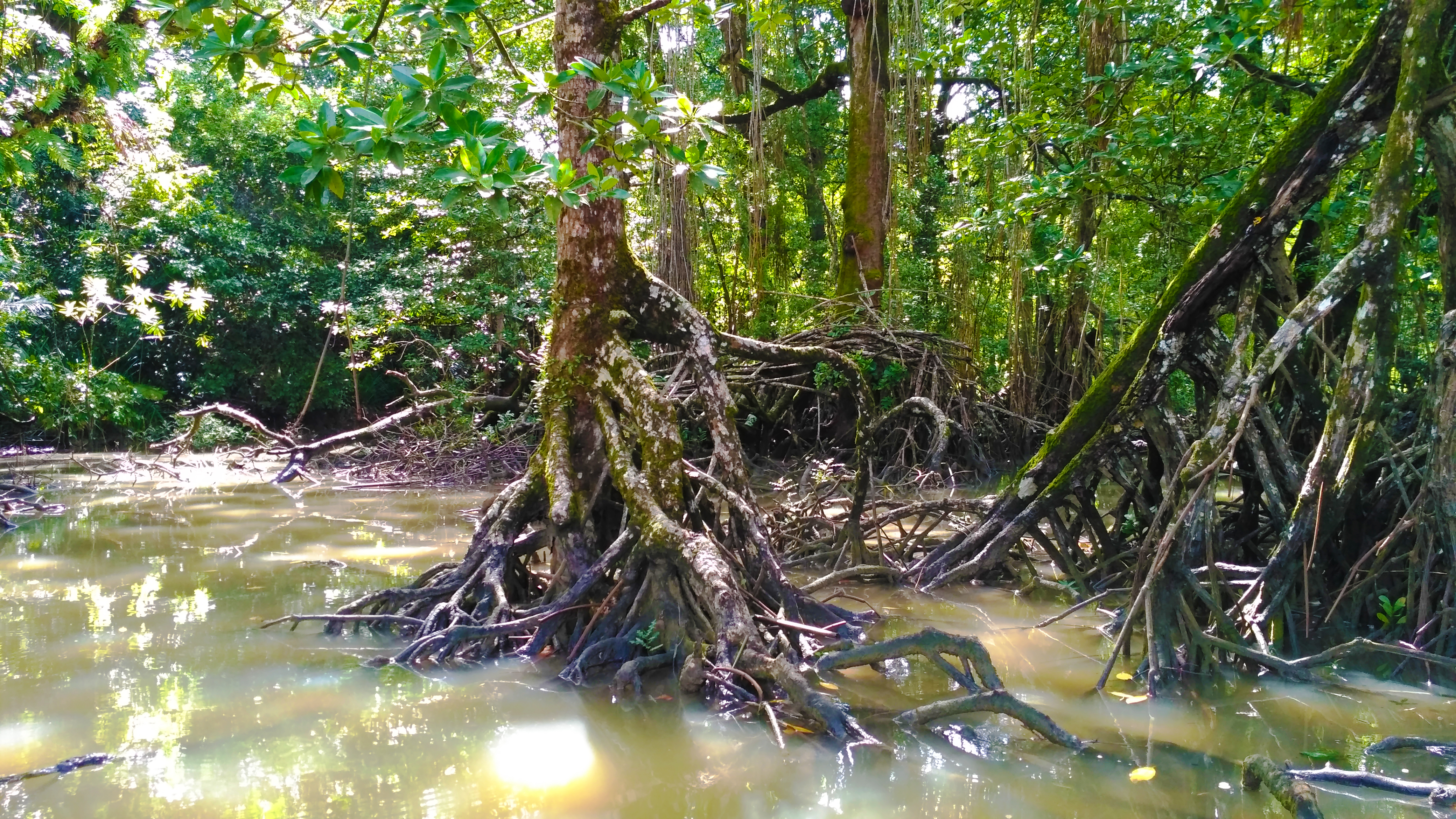
Kořeny při odlivu

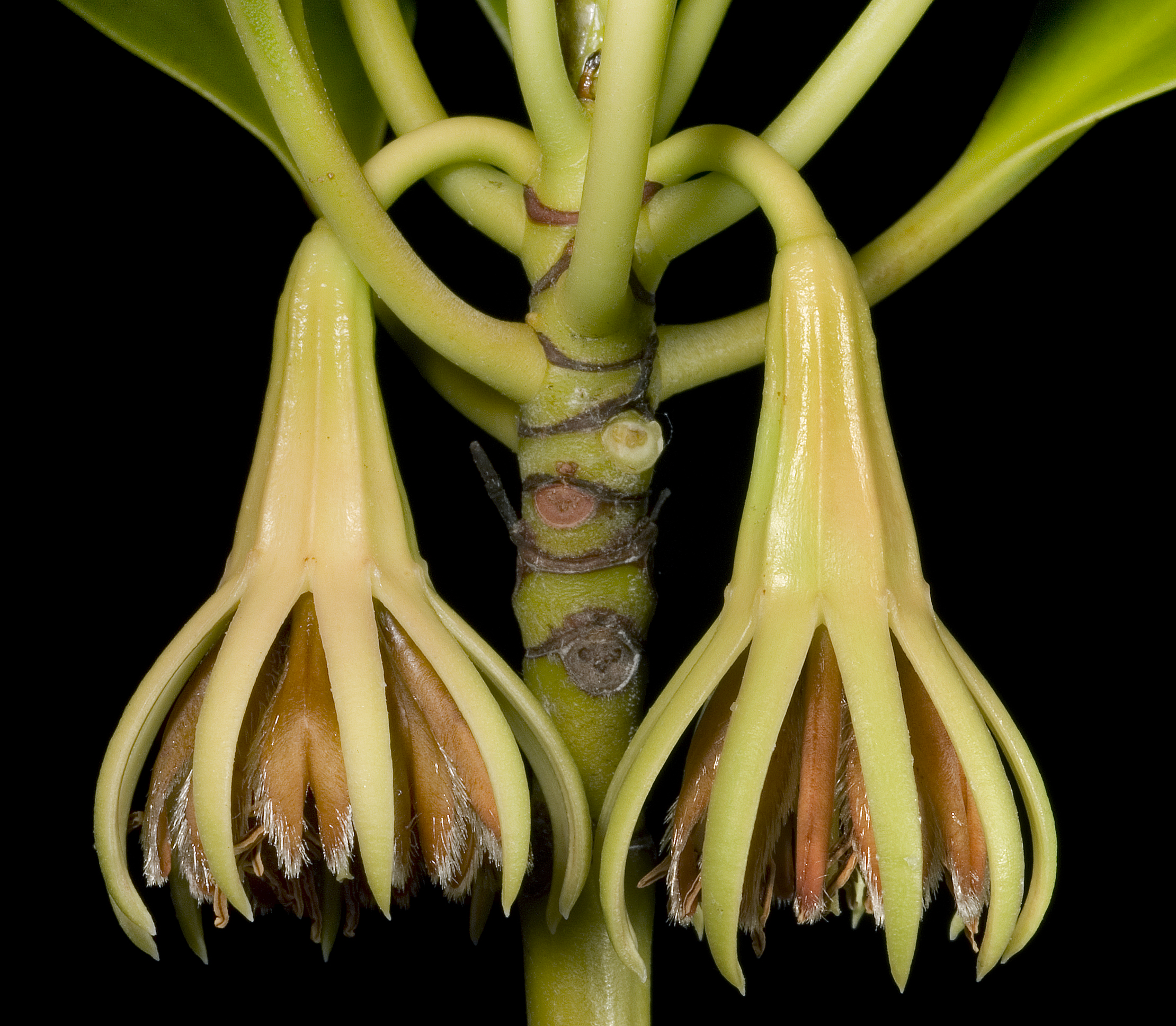
Květy

Rhizophora stylosa je listnatý, stálezelený strom vyskytující se v mangrovech Indického a Tichého oceánu. Je chladnomilnější druh rodu kořenovník, a vyrůstá nejčastěji na místech přímého styku mořské vody s pobřežím, často přímo na místech zaústění řek do moří. V chladnějších subtropických zónách u západních i východních břehů Austrálie dorůstá do výšky 3 až 5 m, kdežto v tropických oblastech blízkých rovníku mívá výšku až ku 25 či 30 m. Tam jeho vzhled dobře vystihuje vědecké jméno stylosa, jenž pochází z latiny a znamená „sloup“.

## Rozšíření
Je považován za původní druh ve východní tropické Asii, od Indočíny přes jihovýchod Číny, Malajsii, Indonésii a Filipíny až po Novou Guineji s přiléhajícími ostrovy. Původní je také, vyjma chladných jižních oblastí, téměř podél celé Austrálie a na mnoha tropických ostrovech v Pacifiku, např. na Nové Kaledonii, Samoi a Fidži. Velmi snadno se svými plody rozšiřuje na velké vzdálenosti, nejvíce se vyskytuje po obou stranách rovníku v pásu mezi 20° severní šířky a 25° jižní šířky.
Tvoří jak jednodruhové porosty, tak se vyskytuje ve smíšených mangrovových společenstvech. Nejčastěji roste v tropickém klimatu společně s kořenovníkem Rhizophora mucronata a v subtropických vodách u Austrálie s kolíkovníkem mořským. Někdy bývá součástí porostů táhnoucích se jak po pobřežích, tak i do vnitrozemí po březích do moře ústících řek.

## Ekologie
Dřevina se dobře adaptovala na rozdílné podnebí i slanost vody, stejně jako na někdy málo výživnou půdu, která bývá bahnitá, písčitá či kamenitá a někdy roste i přímo na korálových útesech. Bahnité půdy jsou sice chudé na kyslík, ale obsahují hodně živin z rychle se rozkládající biomasy, z opadaných listy i květů a stromy v nich rostoucí dosahují mohutnějších rozměrů. Pro zdárný růst se vhodná teplota vody i vzduchu musí pohybovat v rozmezí 22 až 34 °C, za ideální je považováno 26 °C. Zakořeněná rostlina zvládá i krátkodobý pokles teploty, v řádu několika dnů, až na 15 °C. Požaduje však dostatek denního světla, ideální doba trvání slunečního svitu je 10 až 12 hodin. Preferuje průměrné roční srážky v rozmezí od 1,5 až po 3 m, obvykle toleruje nejnižší hodnotu 0,6 m a nejvyšší 3,5 m. Snáší hodnotu půdy pH od 6,5 do 7,5.
Vyrůstají na okrajích pevniny a jsou prvé na ráně při mohutném vlnobití i drsných útocích větrů, které přicházejí při tropických bouří, tajfunech. Pro překonání těchto abnormálních vodních i větrných tlaků musí být stromy dostatečně ukotvené, k čemuž využívají své početné, větvené, do široka rozkročené chůdovité kořeny. Pokud se kořen setká s vodou místo se zeminou, roste pod vodu dál až ke skalnatému či korálovému podloží, do kterého pronikne a upevní se mnoha menšími kořínky. Tyto kotvící kořeny jsou dlouhé i 3 m a mohou sahat až do okruhu 7 m okolo stromu. Další důležitou funkci nadzemních rozvětvených chůdovitých kořenů je zásobit strom dostatkem kyslíků při růstu v bahnitém sedimentu, který je na kyslík velice skoupý. Z kmene nebo z níže položených větví proto vyrůstají četné tenké kořeny, které mají na svém povrchu nespočet lenticel, které plní funkci průduchů a umožňují jímat nedostatkový kyslík ze vzduchu; proto se těmto kořenům také říká „vzdušné kořeny“. U semenáčů se tyto atypické kořeny začínají vyvíjet ve věku dvou let a jakmile jsou mladé rostlinky dostatečně ukotvené před nepřízní počasí, začne se kmínek rychle prodlužovat a větve rozrůstat do šířky.
Rostliny nesnášejí přespříliš slanou vodu a proto ji při příjmu kořeny průběžně filtrují. Absorbované nadbytečné soli se dřeviny dále zbavují ukládáním do starších listů, které průběžně opadávají výměnou za nové. Prvé květy se začínají objevovat ve věku asi 5 let, doba kvetení se odlišuje podle stanoviště.

## Popis
Kořenovník Rhizophora stylosa má typicky jeden sloupovitý kmen, na kterém se často brzy od spodu začne vyvíjet několik hlavních větví. Kmen z pevného a těžkého dřeva může mít v průměru 20 až 40 cm a jeho kůra bývá našedlá až nahnědlá či načervenalá, v mládí je tenká a se stářím tloustne, praská a stává se drsnou. Strom má kompaktní, širokou korunu, která většinou začíná velmi nízko.
Listy s průměrně 2,5 cm dlouhými řapíky vyrůstající vstřícně, ve shlucích na koncích větví, jsou eliptické, pevné, kožovité, dlouhé 6 až 12 cm a široké 4 až 8 cm. Horní strana celistvé listové čepele je tmavě zelená a hladká, spodní je světle zelená až nažloutlá, pouze někdy bývá černě tečkovaná a voskovitá. Pár vstřícných lysých listů má dva kopinaté, načervenalé palisty sloužící jako ochrana listů při jejich vývoji, jakmile se tyto plně vyvinou a rozevřou, palisty opadají. Stromy jsou náročné na nejméně 50 % vlhkost vzduchu, jinak shazují listy. Žilnatina listu je řídce zpeřená, střední žilka je vyvedená do jeho špičky.
Květy jsou celkem nenápadné, oboupohlavné, bývají obvykle krémové nebo světle žluté, jejich listeny jsou hnědé. Vyrůstají na 1 cm stopkách ve složeném, čtyř až šestnáctičetném vrcholičnatém květenství rostoucím z paždí listů. Kalich má čtyři světle žluté, zahnuté, vytrvalé lístky velké asi 1 × 0,5 cm, které neopadávají, korunní lístky jsou také čtyři a bývají zhruba stejně velké a podobně zbarvené. V květu je ve dvou kruzích osm tyčinek s krátkými nitkami nesoucí prodloužené prašníky, dvoudílný spodní semeník se dvěma vajíčky v oddílu a krátká čnělka s dvoulaločnou bliznou.
Větrem opylený květ vytvoří jednosemenný, kuželovitý, zelenavě hnědý, kožovitý plod velký 2,5 až 4 × 2 až 2,5 cm, který je nazýván propagule (sazenice). Plod začíná po uzrání klíčit ještě visící na stromě, proto se mu také říká „živorodý“, a vytváří na spodní, k zemi otočené, užší straně hypokotyl dlouhý 25 až 65 cm. V místech, kde stromy vyrůstají do výšky asi 5 m bývají hypokotyly dlouhé do 30 cm, při výšce stromů k 30 m mohou být dlouhé okolo 60 cm.

## Rozmnožování
Rhizophora stylosa se rozmnožuje propagulemi, již naklíčenými plody, peckovicemi, které ve vhodné době se stromu odpadnou a svou špičkou se pokusí částečně vniknout do půdy. Když spadne do měkké půdy vypustí kořínky a bude se snažit udržet na břehu při odlivu. Pokud se to plodu nepodaří, bude odplaven na moře a bude následovat plody spadlé se stromu přímo do mořské vody. Zralá propagule obsahuje dostatek živin, aby přežila až roční plavbu a vyčkala na příhodné vyplavení příbojem na břeh, kde následně zakoření. Tato vlastnost umožnila tomuto kořenovníku obsadit téměř všechny mangrovy v jižní a východní Asii a obrovské oblasti okolo Austrálie.
Množství produkovaných plodů, jejich dobrá klíčivost a rychlost růstu stromů většinou dokáže přirozenou cestou, nebo jen řídkou umělou výsadbou propagulí, zacelit v brzké době místa v porostech poničených tajfuny či tsunami.

## Význam
Hlavní význam těchto mangrovníků spočívá v ochraně pobřeží, tlumí destruktivní působení mořského vlnobití na břehy při zvýšených přílivech i větrných smrštích, chrání pobřeží před rozrušování a následnou erozí rozdrolené horniny. Svými hustě rozprostřenými kořeny v ústí řek také zpomalují průtok odtékající vody a zvyšují tak sedimentaci kalu, zpomalují odplavování půdy do moře. Mladé ryby mnoha druhů nalézají v hustém kořání mangrovů potravu i spolehlivý úkryt před predátory a nespočet desetinožců (krabi, krevety, langusty) nachází obživu v opadaných listech a květech. Dřevina má tvrdé a těžké dřevo, které se používá přímo na otop, nebo se z něj vypaluje kvalitní dřevěné uhlí.

## Ohrožení
Výměra plochy mangrovů porostlé kořenovníkem Rhizophora stylosa postupně klesá kvůli řadě hrozeb vyvolávající jejich ničení. Mnohé porosty jsou likvidovány v důsledku výstavby městských a průmyslových oblastí, budování silnic, turistických letovisek a přístavů, zřizování farem na pěstování krevet nebo zřizování ploch pro zemědělskou činnost. Přestože má tento druh stále klesající trend výskytu, byl organizací UICN, při posledním hodnocení v roce 2008, zařazen do skupiny mezi málo dotčené taxony (LC).